# Герульф (граф Западной Фрисландии)
Герульф (также Герульф Младший и Герольф; лат. Gerolfum, Gerolfus, Gerulfi, нем. Gerulf, нидерл. Gerolf; около 850—895/896) — граф в Западной Фрисландии и Кенемерланде. Традиционно считается родоначальником правившей в графстве Голландия династии Герульфингов.

## Биография

### Происхождение
Происхождение Герульфа точно не известно. Существует гипотеза, основанная на ономастических данных, по которой Герульф был сыном или внуком Герульфа Старшего (умер около 855 года), который упоминается как граф во Фризии во время императора Людовика I Благочестивого, и дочери аббата Корвея Валы. Авторы другой гипотезы считают, что Герульф Старший, в свою очередь, был сыном некоего Теодорика, потомка короля Фризии Радбода. Однако никаких документальных подтверждений этих гипотез не существует.

### Правление
Земли, которыми владел Герульф, располагались в Фризии и позже стали ядром графства Голландия. При распаде Франкской империи по Верденскому договору (843 год) они вошли в состав Средне-Франкского королевства императора Лотаря I, а после его смерти в 855 году по Прюмскому договору — в состав королевства Лотаря II (Лотарингии). По Мерсенскому договору 870 года Фризия была включена в состав Восточно-Франкского королевства.
В IX—X веках территория Фризии подвергалась набегам норманнов. Для того, чтобы защищать эти владения от набегов, правители Франкской империи стали 840-х годов передавать Фризию в ленное владение некоторыми норманнским вождям. Однако норманнские правители Фризии практически не подчинялись центральной власти.
В 882 году император Карл III Толстый признал герцогом Фризии норманна Годфрида, отдав ему в жёны дочь Лотаря II Гизелу. В том же году впервые упоминается и Герульф, вассал Годфрида, который получил во владение область Кеннемерланд, ранее входившую в состав владений норманна Рёрика Ютландского. Однако нападения норманнов продолжились. В 884 году герцог Годфрид участвовал в грабительском набеге на Восточно-Франкское королевство. Чтобы остановить продвижение норманнов, император Карл был вынужден передать Годфриду ряд владений по Рейну.
По сообщению хроники Регино Прюмского, в 885 году Герульф вместе с графом Гардольфом был отправлен в качестве посла к императору Карлу после восстания сына короля Лотаря II Гуго. В том же году герцог Годфрид был убит в результате заговора в Хериспихе. По сообщению Ведастинских анналов, во главе заговора стоял Герульф из Каммерланда. Однако Регино Прюмский не упоминает о том, что в заговоре участвовал Герульф. По версии, изложенной Регино, заговор был спровоцирован императором Карлом. По некоторым известиям, в заговоре также участвовал Эбергард из Хамаланда, который позже был назначен маркграфом Фризии.
4 августа 889 года по грамоте короля Восточно-Франкского королевства Арнульфа Каринтийского Герульф получил во владение область вокруг города Тиль (в Тейстербанте) и Кеннемерланд, а также прибрежный район около города Лейден в устье Рейна (на севере современной провинции Южная Голландия).

### Семья
Имя жены Герульфа не известно. Традиционно детьми Герульфа считаются:
- Валтгер (Валдгар) (умер после 928), граф в области между Леком и Эйсселом
- Дирк I (умер около 928/939), граф Западной Фрисландии

Однако существуют сомнения в том, что они были детьми Герульфа. Предположения о Герульфе как о предке графов Голландии основано на стихотворении, написанном около 1120 года, в котором граф Дирк I назван братом Валдгера. В другом источнике сообщается о родстве Валдгера с Герульфом: Waldgarius Freso, Gerulfi filius. Эту фразу обычно переводят как «Валдгер Фриз, сын Герульфа», но существуют некоторые сомнения в подобном происхождении Валтгера и Дирка. Валтгер был старше Дирка, однако именно Дирк унаследовал графский титул, а Валтгер унаследовал Тейстербант без титула. Кроме того, старший сын Валтгера носил имя Радбод, в то время как по традиции старший сын получал имя в честь деда. Другой сын Валтгера носил имя Гатто. Чтобы объяснить эти факты, было выдвинуто предположение, что Валтгер и Дирк были приёмными сыновьями Герульфа, а слово filius означает не сын, а воспитанник. По этой гипотезе отцом Валтгера и Герульфа мог быть фризский граф Радбод, погибший в 874 году. В то время Валдгер и Герульф были малолетними детьми и их опекуном стал Герульф, возможно, женатый на сестре Радбода. Существуют и другие гипотезы. Согласно одной из них, Дирк мог быть назван братом Валтгера, поскольку один из них мог быть женат на сестре другого. Хотя существует и гипотеза, объясняющая, почему графский титул мог унаследовать младший из двух сыновей: Валтгер враждовал с фризским маркграфом Эбергардом, который в результате этой вражды был убит в 898 году, и поэтому Дирк мог получить титул в обход старшего брата.